# Arrondissement électoral d'Entlebuch
L'arrondissement électoral d'Entlebuch (en allemand Wahlkreis Entlebuch) est l'un des six arrondissements électoraux du canton de Lucerne depuis le 1er janvier 2013.

## Communes
| Nom                 | N° OFS | Population (décembre 2022) |
| ------------------- | ------ | -------------------------- |
| Doppleschwand       | 1001   | +000806,                   |
| Entlebuch           | 1002   | +003 267,                  |
| Escholzmatt-Marbach | 1010   | +004 405,                  |
| Flühli              | 1004   | +001 785,                  |
| Hasle               | 1005   | +001 730,                  |
| Romoos              | 1007   | +000638,                   |
| Schüpfheim          | 1008   | +004 269,                  |
| Werthenstein        | 1009   | +002 168,                  |
| Wolhusen            | 1107   | +004 446,                  |
| Total               | Total  | +023 514,                  |